# 长风东街站
长风东街站是太原地铁1号线的地铁车站，位于中华人民共和国山西省太原市迎泽区东中环路与长风东街交叉口，于2025年2月22日开通。

## 车站结构
长风东街站位于东中环路与长风东街交叉口，沿东中环路路东设置，呈南北走向，为地下两层岛式站台车站，车站长246.2米，标准段宽23.1米，车站地下一层为站厅层，地下二层为站台层，站台设置全高站台门。
| 地面              | 出入口 | A、B出入口 |
| 地下一层          | 站厅   | 客服中心、自动售票机、验票机                                                                                            |
| 地下二层          | 站台   | \| \| \| █ 1号线往河龙湾（南十方街） \| \| 島式 · 開左邊车门 \| \| \| \| \| \| █ 1号线往武宿1号2号航站楼（学府东街） \| |
|                   |        | █ 1号线往河龙湾（南十方街）                                                                                             |
| 島式 · 開左邊车门 |        | |
|                   |        | █ 1号线往武宿1号2号航站楼（学府东街）                                                                                   |

## 车站出口
长风东街站共有2个出入口，各出口及周围设施如下所示：
| 出口编号            | 照片 | 地点                               | 可到达目的地 |
| ------------------- | ---- | ---------------------------------- | ------------ |
| A · 出口            |      | 东中环路（东侧），长风东街（南侧） | 万科城市之光 |
| B · 出口 · （设有） |      | 东中环路（东侧），长风东街（北侧） | 东瑞揽胜     |
| 图例： 设有         |      |                                    |              |

## 接驳交通

### 公交车
| 招呼站 | 招呼站       | 招呼站 | 招呼站       | 招呼站 |
| 编号   | 路线         | 路线   | 路线         | 备注   |
| ------ | ------------ | ------ | ------------ | ------ |
| 77     | 长风东停车场 | ⇆      | 体育馆       |        |
| 315    | 财经大学     | ⇆      | 东峰社区     | 定班车 |
| 822    | 长风东停车场 | ⇆      | 重机宿舍     |        |
| 824    | 长风东停车场 | ⇆      | 下元         |        |
| S7     | 长风东停车场 | ⇆      | 太原火车南站 |        |

## 车站历史
- 2023年
  - 3月9日，车站主体结构封顶[3]。
  - 10月9日，车站附属结构封顶[2]。
- 2025年2月22日，车站随1号线一期通车开通[1]。